# Hagnon z Tarsos
Hagnon z Tarsos (II wiek p.n.e.) – grecki filozof, uczeń Karneadesa, opowiadał się za Nową Akademią ukierunkowaną na sceptycyzm. W swych niezachowanych pismach, Hagnon z Tarsos atakował niemającą oparcia w filozofii retorykę.